# Otto Buchmann
Otto Buchmann (* 10. April 1886 in Braunschweig; † 20. Jahrhundert) war ein deutscher Schriftsteller, Dichter und Leichtathlet.

## Leben und Werk
Otto Buchmann wurde 1886 in Braunschweig geboren. Er stammte aus einem norddeutschen Bauerngeschlecht. Nach Gymnasium und Realschule studierte er zeitweilig, erlangte aber wohl keinen Abschluss. Bevor er Schriftsteller wurde, war er als Buchhändler tätig. Er war auch als Sportler aktiv und wurde 1908 Deutscher Meister im Hochsprung.
Seinen ersten Lyrik-Band publizierte Buchmann 1913 unter dem Titel Verse. Als Schriftsteller veröffentlichte er dann 1919 beim Tischbein Verlag in Hannover zwei Gedichtbände. Zum einen das Buch Marias Lied und zum anderen den populären Lyrik-Band Ich trage meine Minne, der in mehreren Auflagen im Jahre 1929 bereits 75.000 Exemplare erreichte, unter anderem vertont vom deutschen Organisten Paul Bleier (1898–1959). Ein Jahr später 1920 folgte die Novelle Auf alten Wegen im selben Verlag. 1924 erschienen dann im Bernhard Steffler Verlag in Leipzig der Einakterzyklus Zu neuen Ufern und ein Roman unter dem Titel Hein Starck. 1926 folgte in Leipzig der Gedichtband Dir Madonna.
Zu namhaften Autoren wie Wilhelm Raabe und Hermann Löns verfasste er darüber hinaus Gedenkblätter und Erinnerungen.
Buchmann wohnte in Bad Pyrmont, Hannover, Braunschweig, Berlin und Neustrelitz (1943). Er war verheiratet und hatte zwei Kinder. Seine Sterbedaten sind nicht überliefert.

## Bücher
- Verse. Gedichte, Verlag Petersen, Hannover-Ricklingen 1913.
- Marias Lied. Gedichte, Verlag Tischbein, Hannover 1919.
- Ich trage meine Minne. Gedichte, Verlag Tischbein, Hannover 1919.
- Auf alten Wegen.Novelle, Verlag Tischbein, Hannover 1920.
- Zu neuen Ufern. Drama, Verlag B. Steffler, Leipzig 1924.
- Hein Starck. Roman, Verlag B. Steffler, Leipzig 1924.
- Dir Madonna. Gedichte, Verlag B. Steffler, Leipzig 1926.